# ارا همبرسم
ارا همبرسم (انگلیسی: Ara Hamparsum؛ زادهٔ ۷ ژوئیهٔ ۱۹۵۲) بازیکن فوتبال اهل عراق بود.
وی همچنین در تیم ملی فوتبال عراق بازی کرده‌است.